# Mont Fleuri Botanical Gardens

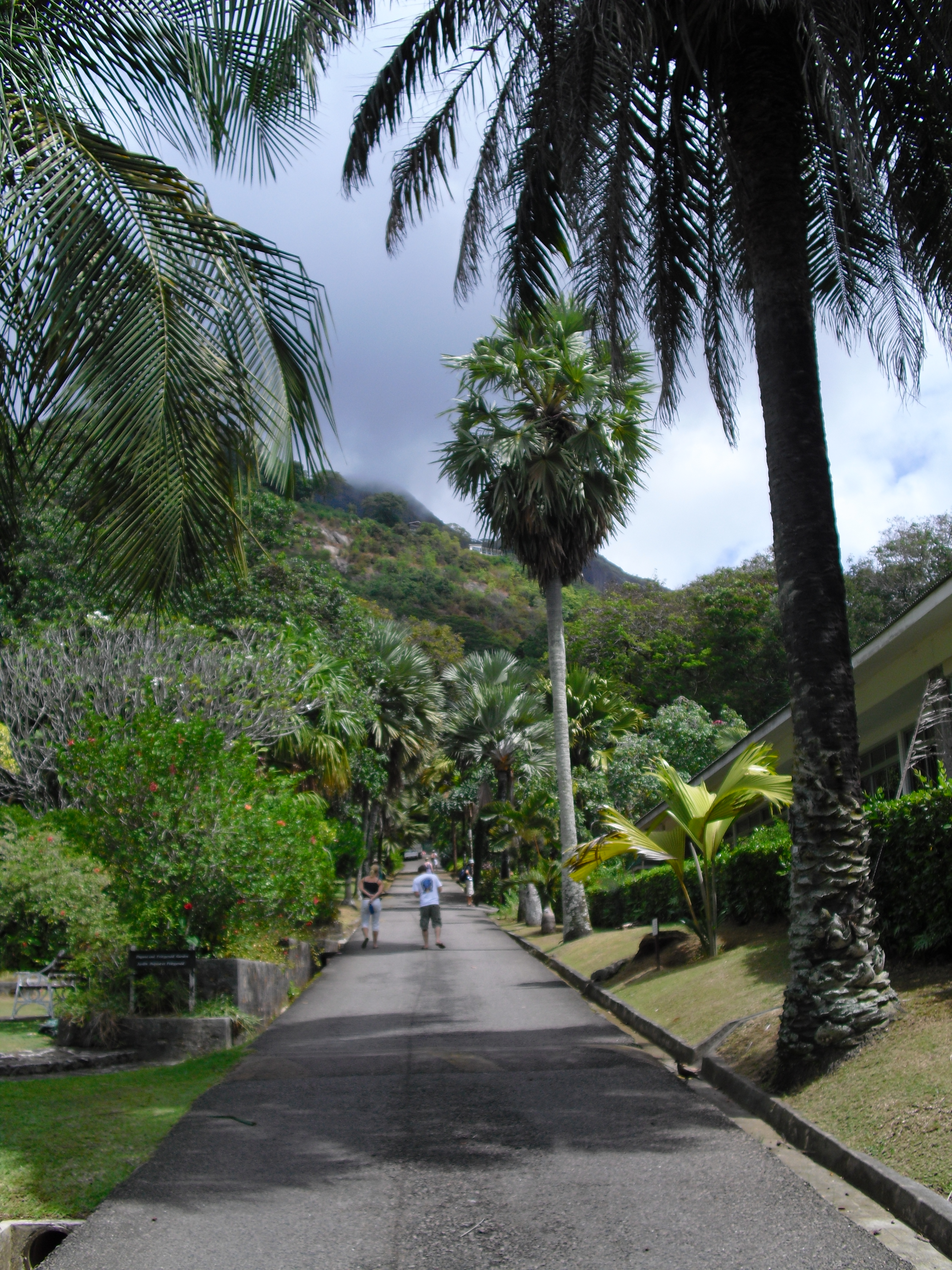
Eingangsbereich zum Botanischen Garten, rechts im Bild die Gebäude des Umweltministeriums

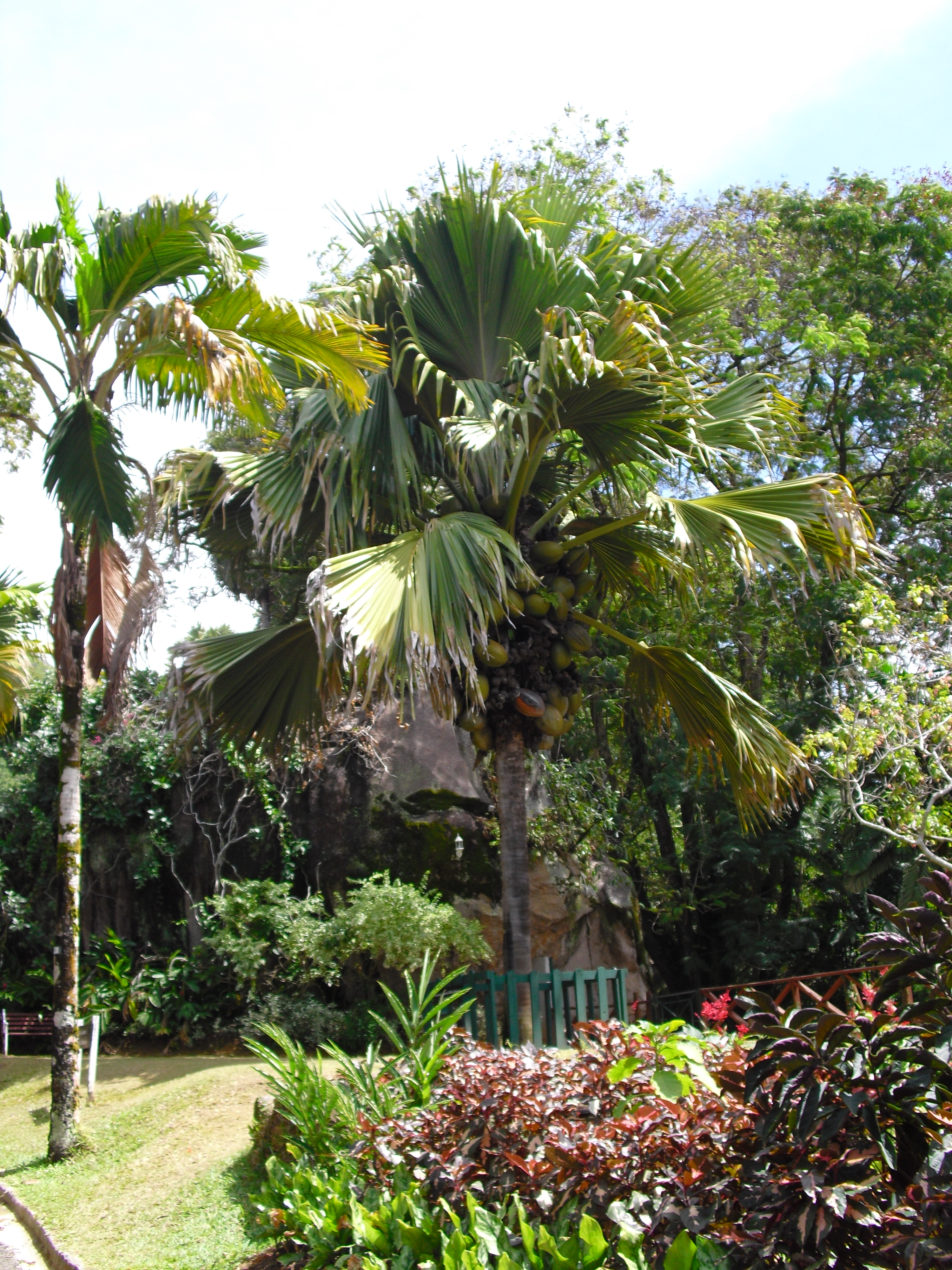
Die 1956 von Prinz Phillip gepflanzte Coco-de-Mer-Palme mit über 70 Nüssen

Der Mont Fleuri Botanical Gardens Seychelles (auch Victoria Botanical Gardens genannt) ist ein Botanischer Garten in der seychellischen Hauptstadt Victoria im Distrikt Mont Fleuri. Die 1901 gegründete und rund sechs Hektar umfassende Gartenanlage ist die einzige dieser Art in dem Inselstaat und eine Touristenattraktion. Der Botanische Garten untersteht dem Umweltministerium, das dort auch seinen Sitz hat.

## Geschichte
Die Entscheidung zur Gründung eines Botanischen Gartens auf den Seychellen wurde von der Verwaltung der Inselgruppe am 3. März 1900 getroffen. Man erhoffte sich dadurch Farmer bei ihrer Arbeit zu unterstützen und sie zum Anbau neuer Pflanzen zu ermuntern. Hintergrund war die Abhängigkeit der seychellischen Wirtschaft vom Vanilleanbau und Kokosprodukten. Der Botanische Garten stand damit in der Tradition des „Jardin du Roi“ der bereits zur Zeit der französischen Herrschaft an anderer Stelle im Süden Mahés angelegt worden war und ähnliche Ziele verfolgt hatte. Mit der Ausführung und Leitung des Gartens wurde der auf Mauritius geborene Botaniker und Landwirtschaftsexperte Paul Evenor Rivalz Dupont beauftragt. Nach seiner Ernennung zum Kurator des Botanischen Gartens, begann Dupont am 4. Februar 1901 mit sechs Arbeitern mit der Anlage des Gartens. Dupont war zugleich Konservator des Kronlandes und verantwortlich für die Seychellenpalmwälder auf Praslin und Curieuse. Er brachte von seinen zahlreichen Reisen eine große Anzahl tropischer Pflanzen aus aller Welt auf die Seychellen, die heute den Grundstock der Artenvielfalt des Gartens bilden. 1935 kehrte Dupont nach Mauritius zurück, wo er am 20. Januar 1938 im Alter von 67 Jahren verstarb. 1956 besuchte das britische Königspaar die Seychellen. Anlässlich dieses Besuches pflanzte Prinz Phillip eine Seychellenpalme, die als eine der wenigen außerhalb ihres natürlichen Verbreitungsraumes Früchte trägt. Aus der Organisation der Parkleitung hat sich nach der Unabhängigkeit der Seychellen das heutige Umweltministerium entwickelt, das auch seinen Sitz am Rande des Geländes hat. Der ursprünglich als Botanische Station angelegte Garten ist heute als Park eine der wichtigsten Touristenattraktionen auf der Insel Mahé. Die ursprüngliche Aufgabe des Artenschutzes ist heute erweitert um Ausbildung in Landschaftsplanung, Umweltschutz und Ökotourismus.

## Aufteilung des Parks und Sehenswürdigkeiten
Der Park liegt am Fuß des namensgebenden Mont Fleuri, einem etwa 150 m hohen Berg. Der Eingang des Parks liegt an der Mon Fleuri Road in einer Höhe von etwa 8 m über dem Meeresspiegel. Die höchsten Stellen des etwa sechs Hektar großen Parks liegen in einer Höhe von rund 100 m. Der Garten zieht sich in einer Breite von rund 120 m entlang einer mittig verlaufenden Straße etwa einen halben Kilometer den Mont Fleuri entlang. Es sind 33 Arten Palmen, davon alle sechs einheimischen zu sehen. Darüber hinaus beherbergt der Garten 66 Arten von Bäumen sowie drei Arten Schraubenbäume. An einheimischen Tieren werden Aldabra-Riesenschildkröten und Seychellen-Flughunde (Pteropus seychellensis) gehalten. Im oberen Teil des Gartens befindet sich in einem Waldbereich einer der letzten ursprünglichen Urwälder der Seychellen.